# Christof Wetter

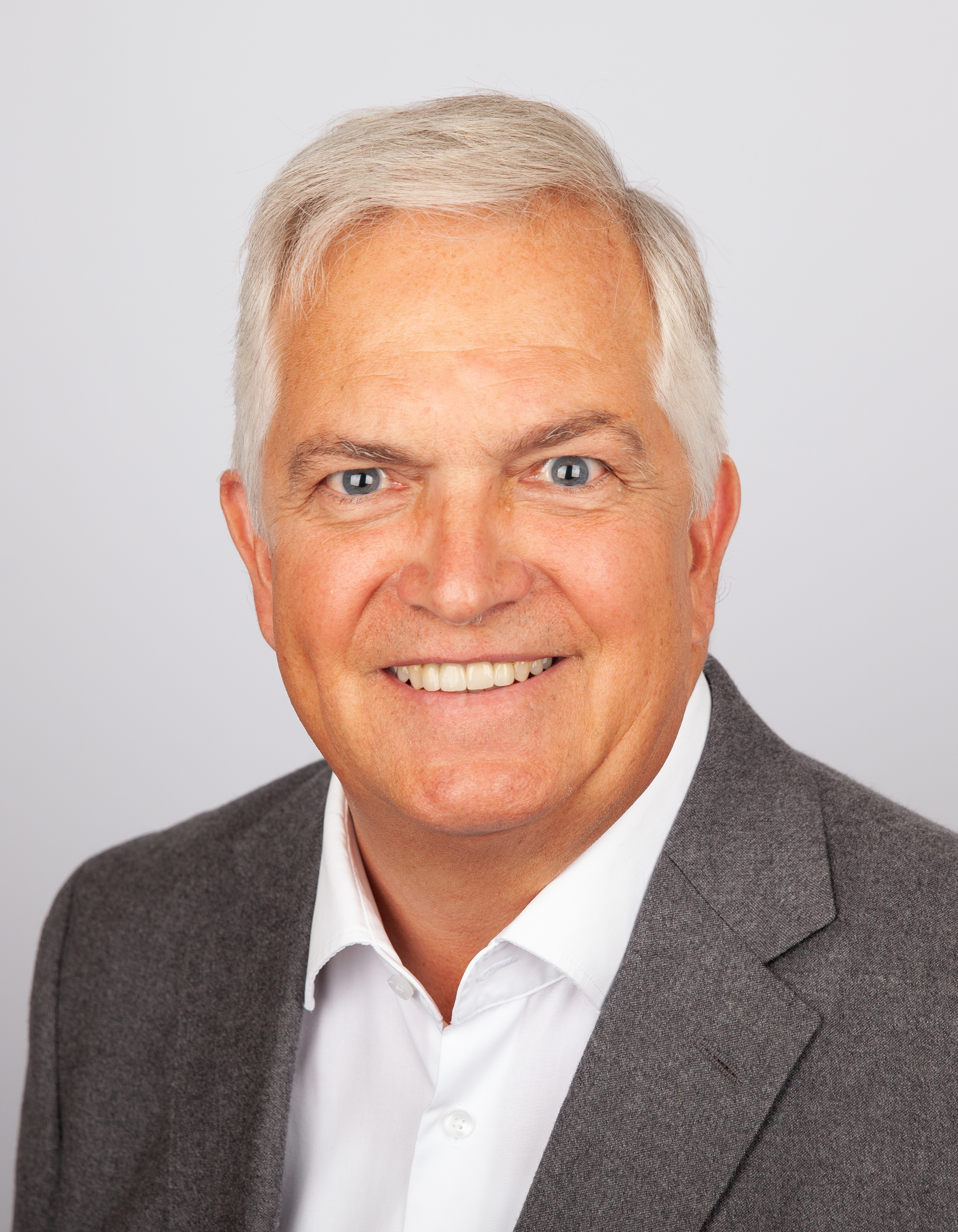

Christof Wetter (* 10.12.1960 in Wingeshausen) ist ein deutscher Wissenschaftler, der seit mehr als 30 Jahren in einer Vielzahl von Projekten in umweltrelevanten Bereichen, insbesondere in der kommunalen und industriellen Abwassertechnik sowie im Bereich der erneuerbaren Energien in verantwortlicher Position tätig ist. In diesem Zusammenhang wird er häufig als Projektingenieur, als Gutachter und als Berater engagiert. Als wissenschaftlicher Leiter einer Forschungsgruppe ist er seit 1999 an der FH Münster für das Lehrgebiet Abwassertechnik und Gewässerreinhaltung verantwortlich und hat eine Vielzahl von Forschungs- und Entwicklungsprojekten auch im Bereich der industriellen Forschung durchgeführt. Seine Forschungsschwerpunkte liegen insbesondere im Bereich erneuerbare Energien, produktionsintegrierter Umweltschutz und Elektromobilität.

## Leben
Wetter studierte Bauingenieurwesen an der RWTH Aachen. 1993 wurde er zum Doktor der Ingenieurwissenschaften promoviert. Hiernach war er in verschiedenen Beratungs- und Management-Funktionen im In- und Ausland tätig. 1999 erhielt er einen Ruf als Professor an die FH Münster im Fachbereich Energie, Gebäude, Umwelt. Seit 01/2014 ist er Gründungsmitglied und Mitglied des Vorstandes des Instituts für Energie und Prozesstechnik (IEP). Seit 05/2011 ist er Gründungsmitglied und Mitglied des Vorstandes des Instituts für Wasser, Ressourcen, Umwelt (IWARU). Seit 02/2009 ist Gründungsmitglied und Mitglied des Instituts für nachhaltige Ernährung und Ernährungswirtschaft (iSun). Von August 2008 bis März 2012 war er Dekan des Fachbereichs Energie, Gebäude, Umwelt der FH Münster.

## Forschungsschwerpunkte
Wetters Forschungsschwerpunkte liegen in der besonders in der Nutzung organischer Reststoffe (inkl. Biogastechnologien), Biogasnutzung, Bioethanol und dem produktionsintegrierten Umweltschutz.
In seinen wissenschaftlichen Projekten zur Nutzung organischer Reststoffe geht es u. a. um die Herstellung von „grünem Wasserstoff“ mit Hilfe einer bakteriellen Zersetzung („dunkle Fermentation“). Dies stellt eine Möglichkeit dar, ohne großen Energieaufwand aus biologischen Abfällen oder Abwässern Wasserstoff als Energieträger zu gewinnen. In einem zweistufigen Verfahren wird aus biologischen Reststoffen mit Hilfe von zwei hintereinander geschalteten Fermentern zunächst „grüner Wasserstoff“ und dann „Biogas“ gewonnen. Dabei werden zudem noch die Auflagen für einen produktionsintegrierten Umweltschutz und die Gewässerreinhaltung erfüllt.

## Veröffentlichungen (Auswahl)
- Tobias Weide, Carolina Duque Baquero, Marion Schomaker, Elmar Brügging, Christof Wetter (2020). Effects of enzyme addition on biogas and methane yields in the batch anaerobic digestion of agricultural waste (silage, straw, and animal manure), ScienceDirect.doi:10.1016/j.biombioe.2019.105442
- Tobias Weide, Elmar Brügging, Christof Wetter, Antonio Ierardi, Marc Wichern (2019). Anaerobic and aerobic degradation of wastewater from hydrothermal carbonization (HTC) in a continuous, three-stage and semi-industrial system. ScienceDirect. doi:10.1016/j.jece.2019.102912
- Tobias Weide, Elmar Brügging, Christof Wetter, Antonio Ierardi, Marc Wichern. (2020). Use of organic waste for biohydrogen production and volatile fatty acids via dark fermentation and further processing to methane. ScienceDirect. doi:10.1016/j.ijhydene.2019.07.140
- Tobias Weide, Roberto Eloy Hernández Regalado, Elmar Brügging, Marc Wichern, Christof Wetter (2019). Biohydrogen Production via Dark Fermentation with Pig Manure and Glucose Using pH-Dependent Feeding. Wiley.doi:10.1002/ceat.201900678